# 金守
金 守（キム・ス、朝鮮語: 김수、1938年2月15日 - 1995年8月6日）は、大韓民国の政治家、弁護士。第10代大韓民国国会議員。
元法務部長官の金賢雄は息子。

## 経歴
光州高等学校を卒業した後、ソウル大学校に進学した。その後、陸軍普通軍法会議の法務官となった。その後は永生大学（現・全州大学校）の講師や、各地域の裁判官などを務めた後、弁護士となった。1978年12月12日の第10代総選挙にて獄中にいながら当選し政界入りし、国会議員となった。1995年8月6日、持病により57歳で亡くなった。